# Niese (Emmer)
Die Niese ist ein 25,7 km langer, orographisch rechter bzw. östlicher Zufluss der Emmer im Kreis Lippe und im Kreis Höxter in Nordrhein-Westfalen, Deutschland. Sie entwässert einen Teil des Lipper Berglands.

## Name
Der Fluss wurde im Jahr 1005 als Nisa erstmals schriftlich erwähnt. Vermutlich liegt der indogermanische Flussname *Neidsā zugrunde, der im Germanischen zu *Nīsō und dann zu *Nīsa wurde. Die indogermanische Verbalwurzel *neid- bedeutet 'strömen'.

## Verlauf
Die Niese entspringt auf einer Höhe von etwa 377 m ü. NN westlich des Dorfs Köterberg an Westhang des 495,8 m hohen Köterbergs. Von seiner Quelle aus fließt das Gewässer Richtung Westen durch den gleichnamigen Ort Niese (zu Lügde) hinunter nach Kollerbeck. Nach Durchfließen von Kollerbeck wendet sich die Niese dem Nordwesten zu und fließt südlich an Schwalenberg vorbei und tangiert Lothe, bevor sie in das Steinheimer Holz, ein großes Waldstück, eintritt. Nach Verlassen des Steinheimer Holzes mündet die Niese westlich von Schieder bei km 33,7 auf einer Höhe von 116 m ü. NN rechtsseitig in den Weser-Nebenfluss Emmer, die wenige hundert Meter weiter östlich durch den Schiedersee strömt.

## Umwelt

### Wasserqualität
Die Niese wurde 2001 im Oberlauf der Gewässergüteklasse II–III zugeordnet. Im weiteren Verlauf besserte sich die Gewässergüte auf Güteklasse II (mäßig belastet).
2008 wurde der ganze Flusslauf der Güteklasse II zugerechnet. Die Niese wird mit Nitrat und Phosphaten durch die Einleitungen der Kläranlagen Kollerbeck und Niese und durch Viehhaltung in unmittelbarer Nähe zum Gewässer belastet.

### Naturschutzgebiete

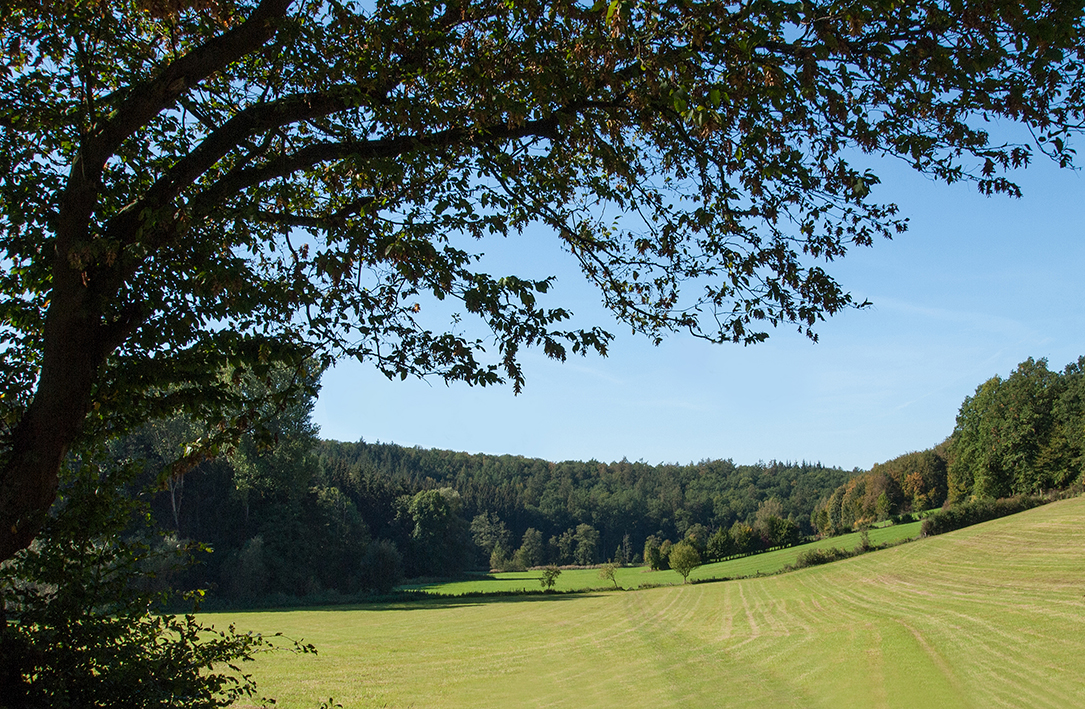
Das Niesetal bei Lothe, Schieder-Schwalenberg

Das Tal der unteren Niese und die Mündung der Niese wurden im Jahre 1994 als Naturschutzgebiet ausgewiesen. Das 240 ha große Naturschutzgebiet „Nieseniederung mit Mündungsbereich“ „erstreckt sich auf etwa 12,5 km Länge von der Grenze zum Kreis Höxter südöstlich von Schwalenberg vorbei an dem Ortsteil Lothe bis zum Mündungsbereich der Niese in die Emmer nördlich von Schieder in unmittelbarer Nähe zum Emmerstausee.“
Es handelt sich dabei um ein naturnahes Bachtal „mit dem überwiegend naturnahen Fließgewässerverlauf der Niese, ausgeprägten Talkanten und ausgedehnten Grünlandbereichen unterschiedlicher Feuchtestufen.“

## Zuflüsse
Die Niese besitzt einige Zuflüsse, die im Folgenden flussabwärts betrachtet aufgelistet werden:
- Papenhöfener Bach: 2,944 km langer, linker Nebenfluss, Einzugsgebiet: 2,979 km²
- Steinbach: 6,073 km langer, rechter Nebenfluss, Einzugsgebiet: 7,054 km²
- Kleinenbredener Bach: 7,43 km langer linker Nebenfluss, Einzugsgebiet: 12,636 km²
- Kotherbach: 2,867 km langer, rechter Nebenfluss
- Lippebach: 4,368 km langer, rechter Nebenfluss
- Bärentalbach: 1,097 km langer, rechter Nebenfluss
- Bennersiek: 1,396 km langer, rechter Nebenfluss

Alle Längenangaben gemäß Landesvermessungsamt Nordrhein-Westfalen

## Hydrologie
Das Landesamt für Natur, Umwelt und Verbraucherschutz NRW betreibt einen Pegel an der Niese in Schieder unweit der Mündung und stellt aktuelle Pegeldaten online. Dieser Pegel ist zugleich ein gewässerkundlicher Pegel. Die mittlere Abfluss (MQ) an diesem Pegel beträgt 0,826 m³/s, der Niedrigwasserabfluss (MNQ) 0,182 m³/s und der mittlere Hochwasserabfluss 15,3 m³/s.
Am 28. August 2008 wurde mit 0,053 m³/s der geringste und am 28. Oktober 1998 mit 44,2 m³/s der höchste Abfluss gemessen.